# Richard Krzymowski
Richard Krzymowski (* 5. September 1875 in Winterthur; † 26. August 1960 in Rostock) war ein deutscher Agrarwissenschaftler. Seine Forschungsschwerpunkte waren die Agrargeographie und die Agrargeschichte.

## Lebensweg
Richard Krzymowski war Sohn den aus Łask in Polen stammenden Gymnasiallehrer Josef Krzymowski. Dieser nahm am missglückten Januaraufstand der Polen gegen die russische Unterdrückung teil und musste deshalb ins Ausland flüchten. In Zürich studierte er am Polytechnikum Mathematik und war anschließend als Lehrer an den Kantonsschulen Zug und später in Winterthur tätig. 1870 erhielt er das Schweizer Bürgerrecht. Seine erste Frau verlor er durch eine Typhusepidemie. 1874 heiratete er Lucie, geborene Brockmann, die aus dem alten friesischen Geschlecht der Brockmann stammte und aus Lübeck kam. Zusammen hatten sie drei Söhne und zwei Töchter. Richard Krzymowski behielt als einziger den Namen des Vaters, während seine Geschwister 1902 den Namen der Mutter, Brockmann, übernahmen. Sein Bruder war der Botaniker Heinrich Brockmann-Jerosch.
Nach einer landwirtschaftlichen Praxis in der Schweiz studierte Krzymowski Landwirtschaft an der Universität Hohenheim sowie an der Universität Halle. Ab 1899 war er als Landwirtschaftslehrer im Elsass tätig, wo er die Fruchtfolgen des Kreises Altkirch erforschte und mit einer Abhandlung darüber 1905 bei Wilhelm Edler an der Universität Jena promovierte. Anschließend arbeitete er ein Jahr lang als Assistent bei Conrad von Seelhorst am Landwirtschaftlichen Institut der Universität Göttingen. 1906 kehrte er nach Elsaß-Lothringen zurück. Durch weitere Veröffentlichungen machte er sich  als Agrargeograph einen Namen.
1918 habilitierte sich Krzymowski an der Universität Straßburg. 1922 übernahm er als o. Professor den Lehrstuhl für landwirtschaftliche Betriebslehre an der Universität Breslau. Aus politischen Gründen ließ er sich 1936 vorzeitig pensionieren. Im Januar 1945 wurde er unter Zurücklassung aller persönlicher Habe aus dem belagerten Breslau evakuiert. In Rostock fand er eine neue Heimat. Bis 1952 war er dort Lehrbeauftragter für Agrargeschichte an der Universität Rostock.

## Forschungskonzeption
Die Einbeziehung von Agrargeschichte und Agrargeographie in das Lehr- und Forschungsgebiet der Landwirtschaftswissenschaften war für Krzymowski das zentrale Anliegen seiner wissenschaftlichen Tätigkeit. Er sah nicht nur im naturwissenschaftlichen Experiment, sondern auch in der Beschreibung historischer und geographischer Gegebenheiten eine wichtige Methode für den Erkenntnisgewinn in den Landwirtschaftswissenschaften.
Krzymowskis Hauptwerk ist eine mehrfach aufgelegte "Geschichte der deutschen Landwirtschaft", ein beispielhaftes Lehrbuch für eine integrierte Darstellung von Agrargeschichte, Agrargeographie und Geschichte der landwirtschaftlichen Produktionstechniken. Krzymowski war Ehrendoktor der Universität Gießen. Die Landwirtschaftliche Fakultät der Universität Göttingen verlieh ihm 1955 die Albrecht Daniel Thaer-Medaille.

## Schriften
- Die Landwirtschaft des oberelsässischen Kreises Altkirch. Diss. phil. Jena 1905. Zugl. als Buch bei Verlagsbuchhandlung Paul Parey Berlin 1905.
- Philosophie der Landwirtschaftslehre. Verlagsbuchhandlung Eugen Ulmer Stuttgart 1919.
- Geschichte der deutschen Landwirtschaft. Verlagsbuchhandlung Eugen Ulmer Stuttgart 1939.  2. Aufl. ebd. 1951; 3. Aufl. Duncker & Humblot Berlin 1961.